# St-Philibert de Lanvern

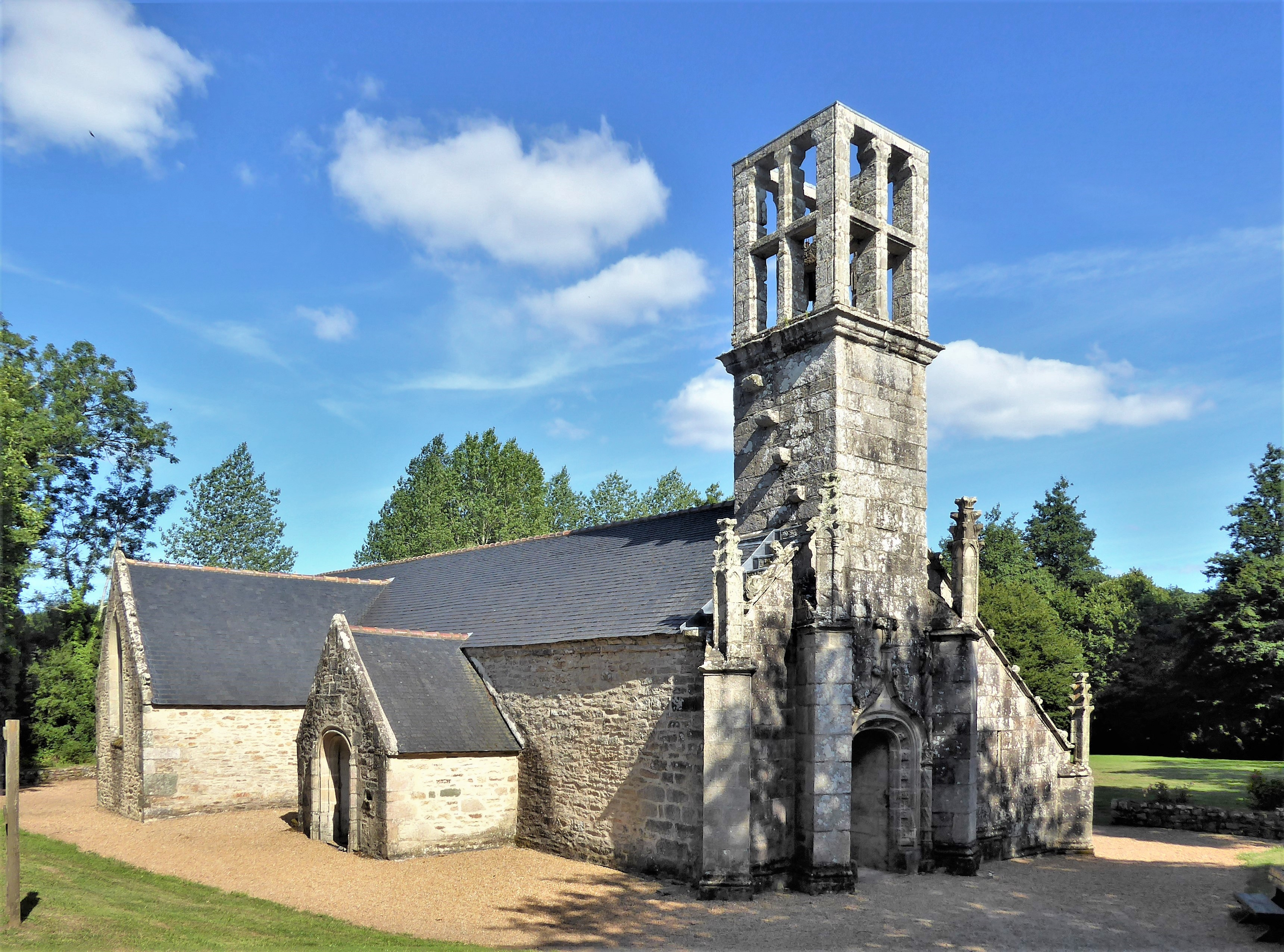
Kapelle St-Philibert de Lanvern

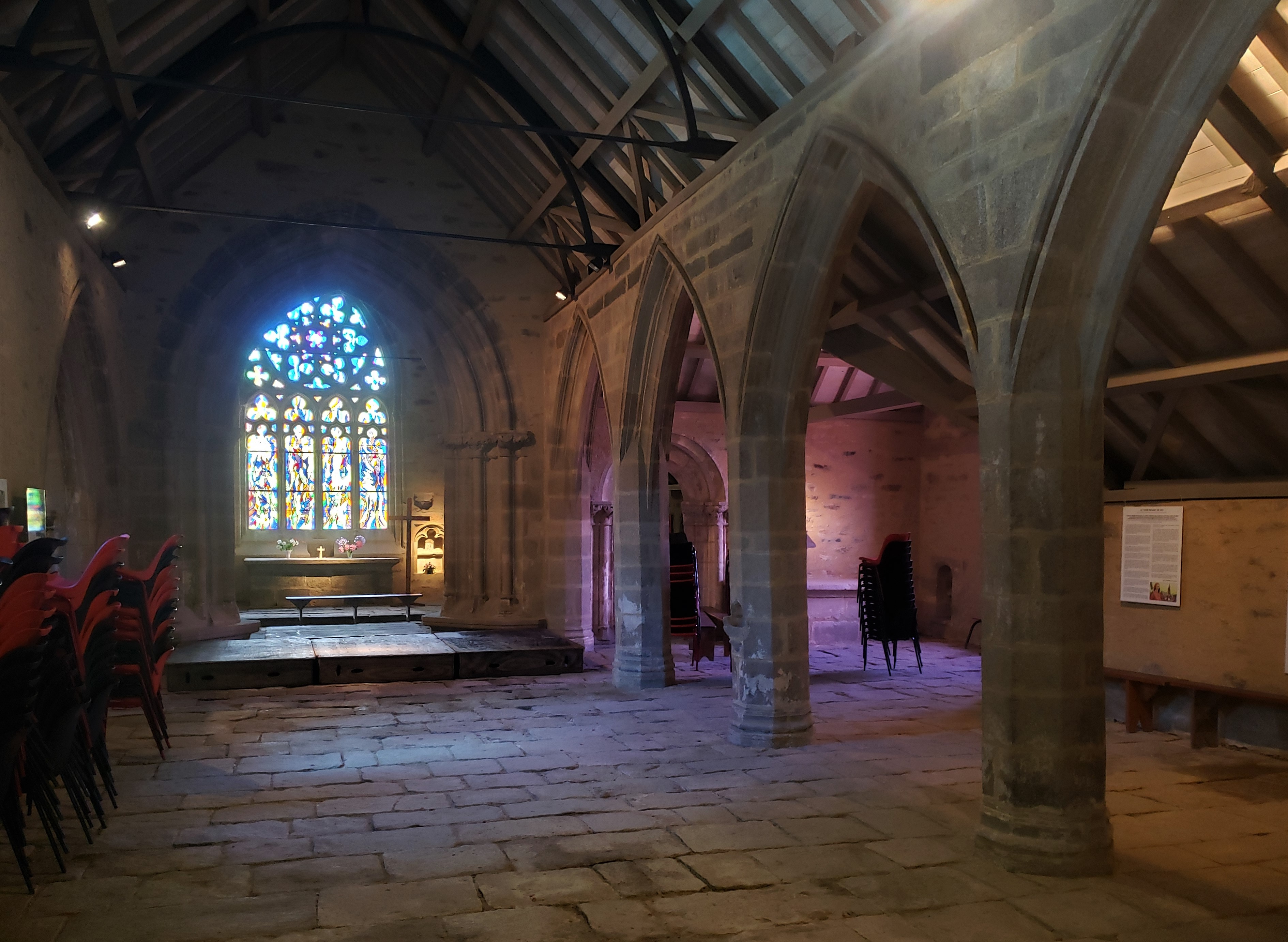
Inneres nach der Wiederherstellung

St-Philibert de Lanvern ist eine römisch-katholische Kapelle und ehemalige Prioratskirche in Plonéour-Lanvern im Département Finistère in der Bretagne. Die Kapelle ist seit 1926 als Monument historique klassifiziert.

## Geschichte
St-Philibert entstand im 14. Jahrhundert an Stelle eines Vorgängerbaus des im 11. Jahrhundert gegründeten Priorats der Benediktinerabtei Landévennec. Das Gotteshaus wurde dem heiligen Philibert, dem ersten Abt der Abtei Jumièges, geweiht und in den folgenden Jahrhunderten weiter ausgebaut.
Den Kern des Gotteshauses bildet das Langhaus aus dem 16. Jahrhundert. Daran schließt sich ein südliches Seitenschiff mit querhausartiger Kapelle an. Außerdem wurde in den Südflügel ein älteres Ossuarium einbezogen. Hinter einem gotischen Chorbogen öffnet sich der dreischiffige Chorraum aus dem 15. Jahrhundert. Vor dem Chorbogen schließt sich nördlich eine weitere Seitenkapelle an. Dem Glockenturm wurde aus Anweisung Ludwig XIV. nach dem Aufstand gegen die Papiersteuer 1675 die Spitze abgenommen.
Nachdem die Kapelle sich bereits 1930 in einem schlechten Zustand befunden hatte, stürzte nach dem Zweiten Weltkrieg das Dach schließlich ein. Nach langer Renovierungszeit konnte das Gebäude 2012 mit einem neuen Dach wiederhergestellt werden.